# Pazifiktrauerente
Die Pazifiktrauerente (Melanitta americana) ist ein Entenvogel aus der Gattung Melanitta. Sie wird auch Pazifische Trauerente oder Amerikanische Trauerente genannt. Der Gattungsname stammt von den altgriechischen Wörtern μελας melas, μελανος melanos  „schwarz“ und νηττα nētta „Ente“. Der Artname americana stammt vom lateinischen Wort für „amerikanisch“. Diese Art bildet zusammen mit der Trauerente die Untergattung Oidemia. Gelegentlich werden beide Arten auch als konspezifisch angesehen, die Pazifiktrauerente wird dann als M. nigra americana gelistet.

## Merkmale
Diese relativ große Ente mit einer Länge von 43 bis 49 cm hat ein charakteristisches wuchtiges Aussehen und einen großen Schnabel. Adulte Männchen sind schwarz gefärbt und besitzen einen größtenteils gelb gefärbten, massigen Schnabel. Das Weibchen hat ein braunes Federkleid mit blassen Wangen und ist im Schnitt 980 g schwer und 45 cm lang. Das Männchen wiegt durchschnittlich 1100 g und erreicht im Mittel eine Länge von 49 cm. Die Art kann von anderen Arten der Gattung Melanitta durch das Fehlen von weißen Federpartien der Erpel und den größeren blassen Wangen der Enten unterschieden werden.

## Verbreitung und Lebensraum
Die Brutgebiete der Pazifiktrauerente liegen im Norden Nordamerikas von Labrador südöstlich nach Neufundland und nordwestlich bis zur Hudson Bay. Ebenso verbreitet ist sie auf der sibirischen Seite der Beringstraße östlich des Janas. Die Überwinterung erfolgt in südlicheren temperierten Zonen, wie den Nordküsten der Vereinigten Staaten und Kanadas, der pazifischen Küste südlich der San Francisco Bay und den Küsten des Atlantiks und des Golfs von Mexiko. In Asien migriert diese Art bis Südchina. Einige Individuen überwintern in den Großen Seen.

In Westeuropa ist diese Art ein sehr seltener Irrgast. Da aus der Distanz nur Erpel sicher bestimmt werden können, ist es leicht möglich, dass Weibchen bei Beobachtungen unentdeckt bleiben.

Verbreitungskarte

## Lebensweise

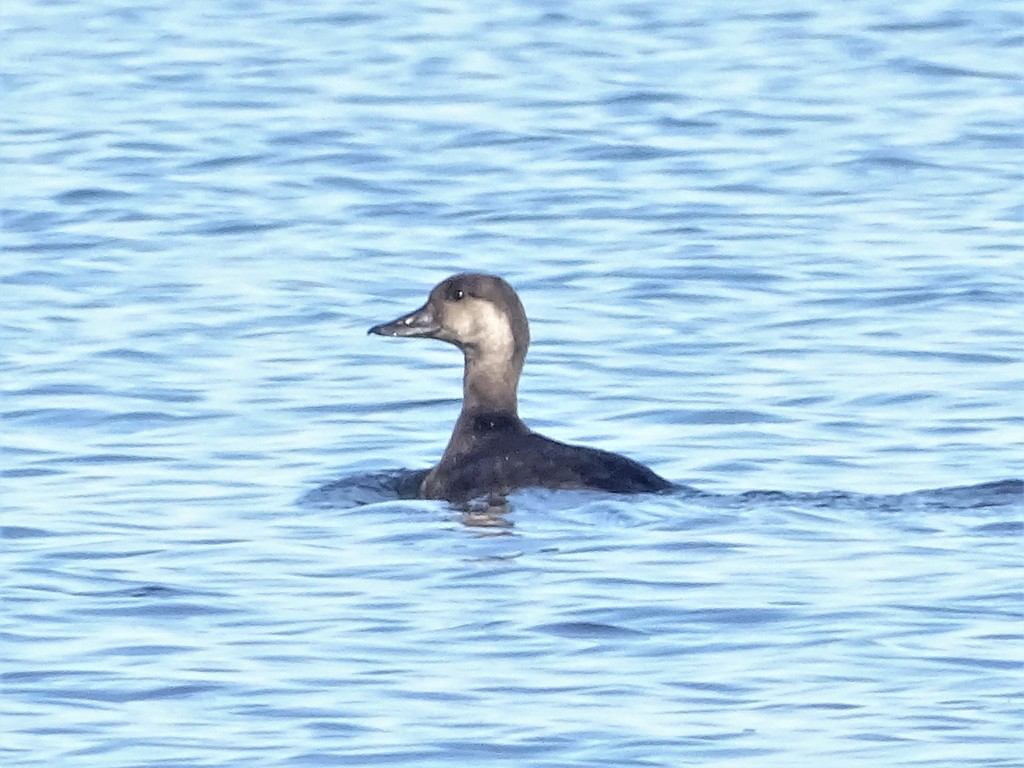
Weibchen in Ottawa, Ontario

### Nahrung
Während ihrer Wanderungen und in der Überwinterungszeit an den Küsten tauchen Pazifiktrauerenten nach Krebs- und Weichtieren. In der Brutzeit auf dem Süßwasser besteht ihr Nahrungsspektrum aus Insekten und deren Larven (vorwiegend Köcherfliegen), Fischlaich und Wasserpflanzen (selten).

### Sozialverhalten
In den Winterquartieren bilden die Pazifiktrauerenten große und dichte Schwärme an geeigneten Küstengewässern. Dort sieht man sie oft gemeinsam auffliegen. Es wird vermutet, dass in Küstengewässern geschützte Buchten mit unterschiedlichen Wassertiefen bevorzugt werden. Zur Brutzeit ist das Sozialverhalten dieser Art einzelgängerischer.

### Fortpflanzung
Die Pazifiktrauerente brütet im Vergleich zu anderen nordamerikanischen Entenarten später im Jahr. Vom späten Winter bis in den Frühling finden sich die Paare zusammen. Sie bauen ein ausgefüttertes Nest am Boden in Wassernähe in Wäldern oder Tundren. Ein Gelege umfasst 5 bis 7 Eier mit einem Gewicht von je 60–74 g, was ca. 8 % der Masse des Weibchens entspricht. Nach einer Brutdauer von 27 bis 31 Tagen schlüpfen die Küken. Die Mutter kümmert sich bis zum Flüggewerden noch 3 Wochen intensiv um ihren Nachwuchs.